# 마키 유키
마키 유키(일본어: 巻 佑樹, 1984년 6월 26일 ~ )는 일본의 전 축구 선수이다.

## 구단 경력
과거 나고야 그램퍼스, 쇼난 벨마레에서 활동하였다.